# Орден Військової Слави
Орден Військової Слави (біл. Ордэн Воінскай Славы) — державна нагорода Білорусі, якою нагороджуються військовослужбовці республіки. 
Нагорода заснована Постановою Верховної Ради Республіки Білорусь № 3726-XII від 13 квітня 1995 року. На сьогоднішній день ця Постанова замінена Законом Республіки Білорусь від 18 травня 2004 року № 288-З. Присвоюється указом Президента за виняткові досягнення у зміцненні оборони республіки.

## Дизайн медалі
Орден Військової Слави являє собою знак, в основу якого покладена п'ятикутна зірка, що накладається на променеподібний п'ятикутник. Композиція формує десятикінечну зірку діаметром 44 мм. У центрі зірки розташоване коло діаметром 23 мм, у колі - рельєфне зображення двох воїнів, які уособлюють сухопутні та повітряні сили. Коло обрамлене вінком з дубових і лаврових листків, у верхній частині кола на зеленому емалевому тлі розміщено напис «Воінская Слава». Зворотний бік ордена має гладку поверхню, в центрі знаходиться номер ордена. Орден за допомогою вушка і кільця з'єднується з п'ятикутною колодкою, обтягнутою муаровою стрічкою червоного кольору з поздовжньою зеленою смужкою посередині, трьома чорними і двома жовтими смужками з правого боку. Орден Військової Слави виготовляється зі срібла з позолотою.

## Статут
Орденом Військової Слави нагороджуються військовослужбовці Республіки Білорусь: 
- за виняткові заслуги в управлінні військами, підтримці їх високої бойової готовності та професійної виучки;
- за відвагу та самовідданість, проявлені при захисті Вітчизни і її державних інтересів, виконанні інших службових обов'язків;
- за заслуги в зміцненні бойової співдружності та військового співробітництва з іноземними державами.

Орден Військової Слави присвоюється лише один раз. Носиться на лівій стороні грудей і за наявності інших орденів розташовується після ордена Вітчизни.

## Нагородження
Вперше орден Військової Слави був присвоєний 31 грудня 2008 року указом Президента Республіки Білорусь Міністра оборони, генерал-полковнику Мальцеву Леоніду Семеновичу. Станом на 1 січня 2015 року орден був присвоєний лише одній людині.

### Список кавалерів Ордену Військової Слави
| № н/п | Фото | Прізвище Ім'я По батькові | Професія або посада на момент нагородження              | Дата нагородження | Номер Указу Президента Республіки Білорусь | За що нагороджений                                     | Дати життя |
| ----- | ---- | ------------------------- | ------------------------------------------------------- | ----------------- | ------------------------------------------ | ------------------------------------------------------ | ---------- |
| 1     |      | Мальцев Леонід Семенович  | Міністр оборони Республіки Білорусь (2001 - 2009 років) | 31 грудня 2008    | 713                                        | За виняткові досягнення в зміцненні оборони республіки | 29.08.1949 |

## У культурі

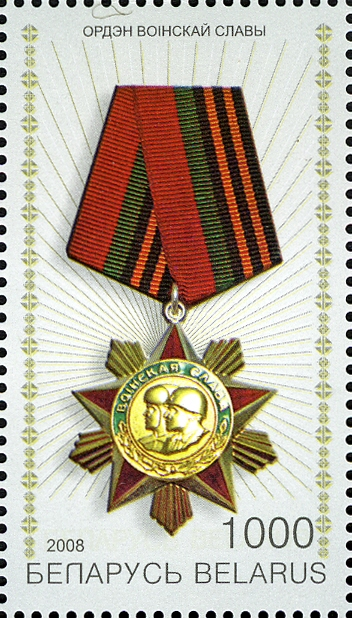
Поштова марка «Орден Військової Слави».

28 серпня 2008 року Белпошта випустила серію поштових марок під назвою «Державні нагороди Республіки Білорусь» номіналом 1000 рублів. На марці №741 на білому фоні зображено орден Військової Слави. Дизайнери Іван Лукін та Олег Гайко. Розмір 29,6×52 мм. Тираж 35 тисяч марок.